# Det italienske Kongepars Besøg
Det italienske Kongepars Besøg er en stumfilm fra 1922 af ukendt instruktør.

## Handling
Den italienske konge Viktor Emmanuel ankommer sammen med den danske kongefamilie til Københavns Rådhus i juni 1922. Rådhuspladsen flagsmykket. Senere ses de kongelige ved Glyptoteket, hvor der er grundstensnedlæggelse til Dante-søjlen. Bilkortege kører ind på Amalienborg slotsplads. Mere højtidelighed foran Glyptoteket. Indvielsen af monumentet. Ankomsten til Hovedbanegården og kørsel i åben vogn til Amalienborg.